# 열린민주당 (2022년)
열린민주당(열린民主黨)은 열린민주당과 더불어민주당의 합당에 불만을 가진 옛 열린민주당 일부 당원들이 2022년 12월에 창당한 대한민국의 민주당계 정당이다. 